# Cải ô rô
Cải ô rô hay còn gọi diếp xoăn (danh pháp khoa học: Chicorium intybus) là một loài thực vật có hoa trong họ Cúc. Loài này được L. mô tả khoa học đầu tiên năm 1753.
Nhiều giống được trồng lấy lá làm lá xà lách, chồi non hoặc rễ (var. Sativum), được nướng, nghiền, và được sử dụng như một chất thay thế cà phê và phụ gia thực phẩm. Trong thế kỷ 21, inulin, một chiết xuất từ rễ rau diếp xoăn, đã được sử dụng trong sản xuất thực phẩm như một chất làm ngọt và nguồn chất xơ ăn kiêng.
Rau diếp xoăn được trồng làm thức ăn thô xanh cho chăn nuôi. Nó sống như một loài thực vật hoang dã trên các con đường ở châu Âu bản địa của nó, và hiện đang phổ biến ở Bắc Mỹ, Trung Quốc và Úc, nơi nó đã được nhập tịch rộng rãi. "Diếp xoăn" cũng là tên phổ biến ở Hoa Kỳ cho rau cúc đắng (Cichorium endivia); hai loài có quan hệ họ hàng gần này thường bị nhầm lẫn.